# Soera De Bedevaart
Soera De Bedevaart is een soera van de Koran.
De soera is genoemd naar het 27ste vers waar de vijfde zuil van de islam wordt genoemd, de hadj. In de soera wordt verhaald over de oprichting van de Ka'aba door Ibrahim en Ismaïl.

## Bijzonderheden
Ayat 1-24 zouden zijn geopenbaard in Mekka, vlak voor de hidjra. Ayat 52-55 zouden zijn geopenbaard tussen Mekka en Medina. Ayat 25-51 en 56-78 zouden zijn geopenbaard in Medina, net na de aankomst van de moslims. Bij recitatie van aya 18 en aya 77 (sjafi) wordt de sudjud, de nederwerping, verricht.
In aya 46 wordt gesproken over het hart in plaats van de hersenen als het orgaan waarmee begrepen wordt.
Aya 52 zou zijn geopenbaard na het incident met betrekking tot de duivelsverzen.
Volgens aya 65 weerhoudt God de hemel ervan op de aarde te vallen.

## Inhoud
Ayat 26-33 hebben betrekking op de hadj.